# Kolegiata Przemienienia Pańskiego w Radzyminie
Kolegiata Przemienienia Pańskiego w Radzyminie – rzymskokatolicki kościół parafialny należący do dekanatu radzymińskiego diecezji warszawsko-praskiej.

## Historia
Jest to klasycystyczny kościół wzniesiony w latach 1773–1780 wraz z wolno stojącą dzwonnicą, według projektu Jana Chrystiana Kamsetzera, przebudowany i powiększony w latach 1897–1919 według projektu Konstantego Wojciechowskiego.
Od 1992 r. kolegiata. Siedziba radzymińskiej kapituły kolegiackiej. W kościele zachowały się XVIII-wieczne obrazy i rzeźby. Obok świątyni znajduje się plebania z drugiej połowy XVIII wieku.

## Galeria

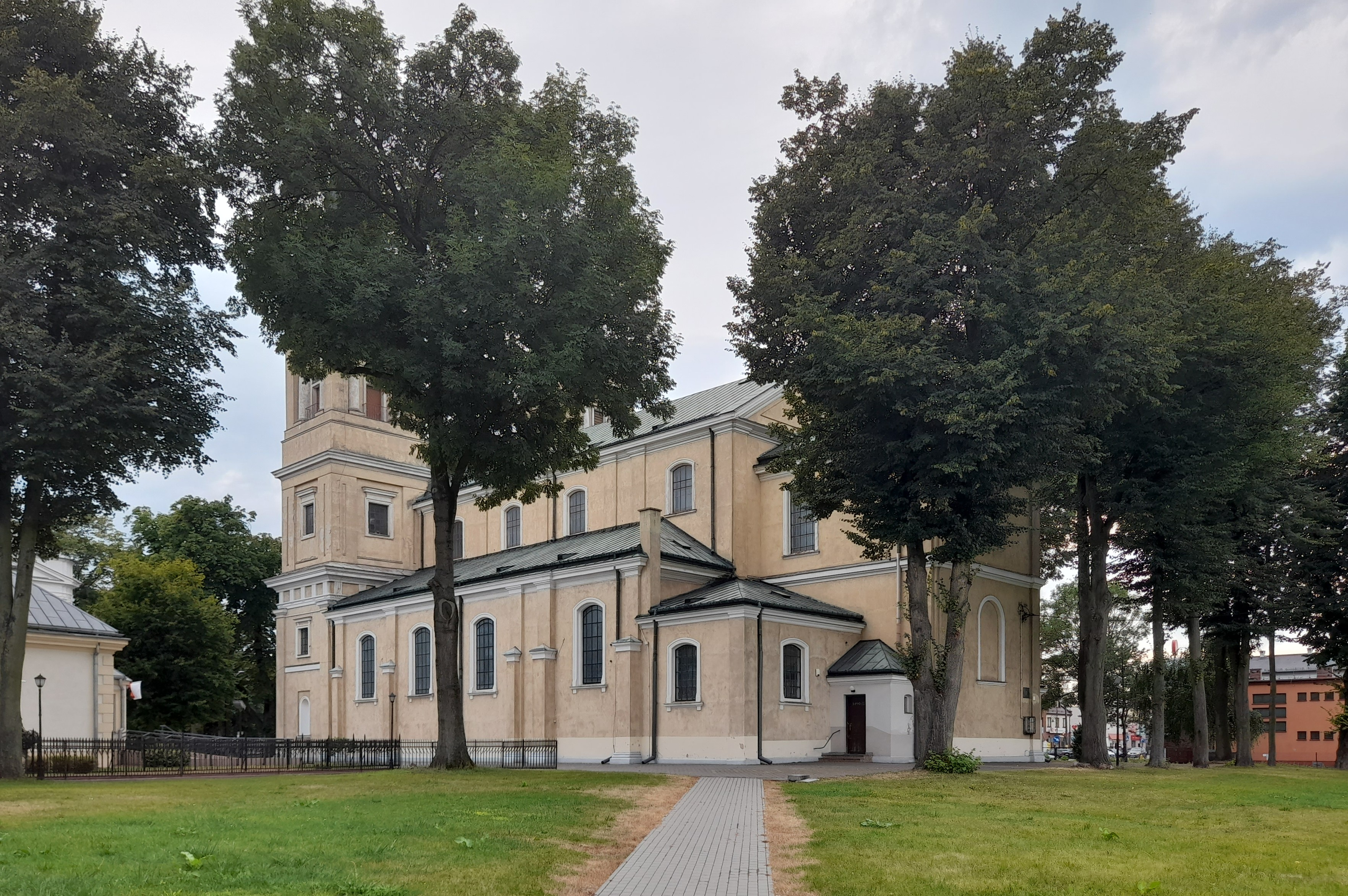
Widok od strony prezbiterium
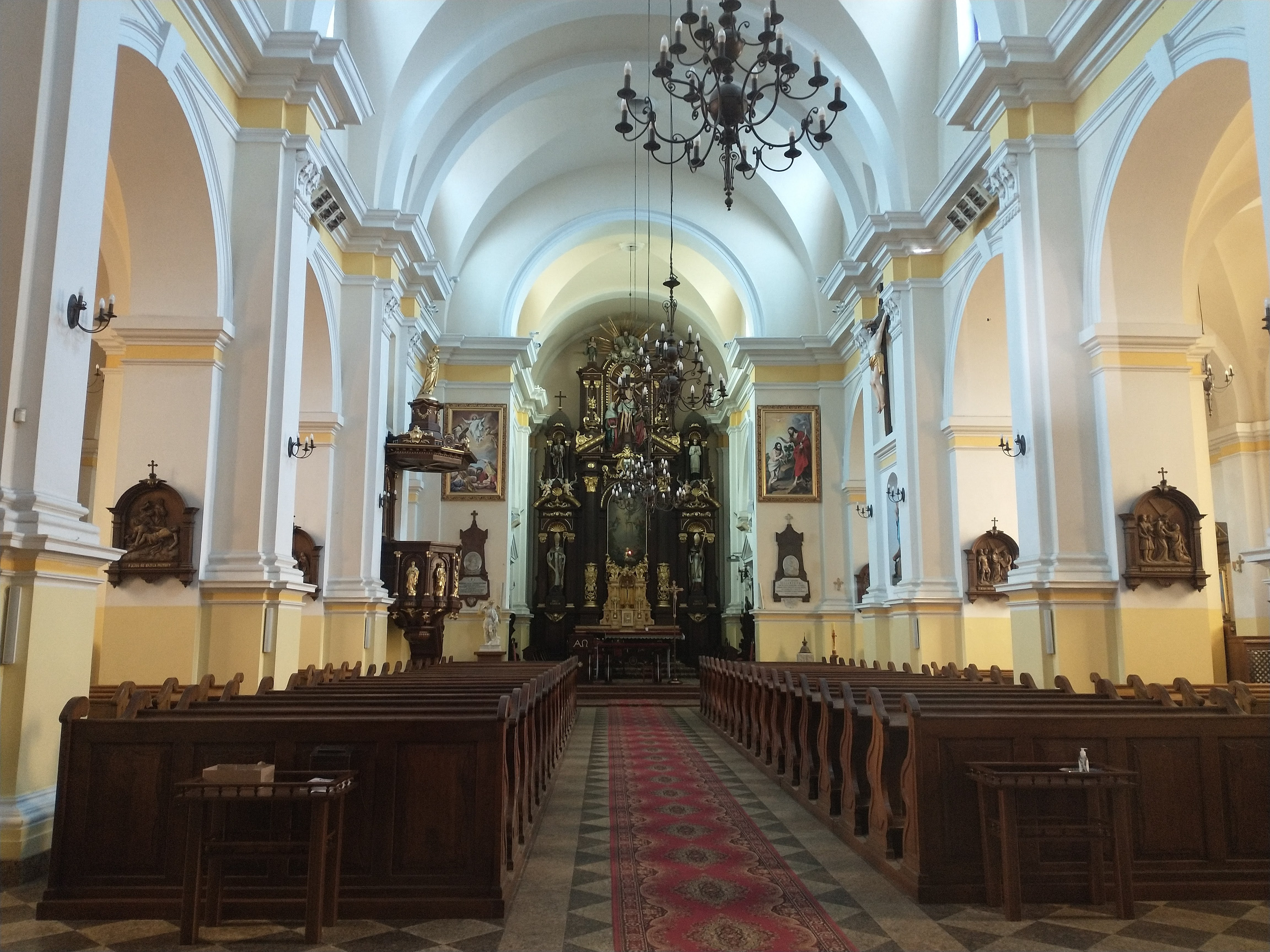
Wnętrze i ołtarz